# Max Blösch
Max Blösch (27. juni 1908 i Olten, Solothurn – 9. august 1997 i Solothurn) var en schweizisk håndboldspiller som deltog under Sommer-OL 1936.
Han var en del af det schweiziske håndboldlandshold, som vandt en bronzemedalje. Han spillede i to kampe.